# Cantareus apertus
Cantareus apertus (Born, 1778) è una chiocciola terrestre della famiglia Helicidae.
Abbastanza diffusa in Italia, a causa del sigillo bianco talvolta presente sull'apertura viene chiamata anche "monachella", "municheddha" o "monzetta".

## Descrizione
Ha dimensioni più ridotte rispetto alla più diffusa Cornu aspersum, ma è molto più vorace.
È di carnagione giallognola, con la conchiglia di color verdastro in età giovanile, marrone in età adulta (per questo motivo gli Inglesi la chiamano green snail).

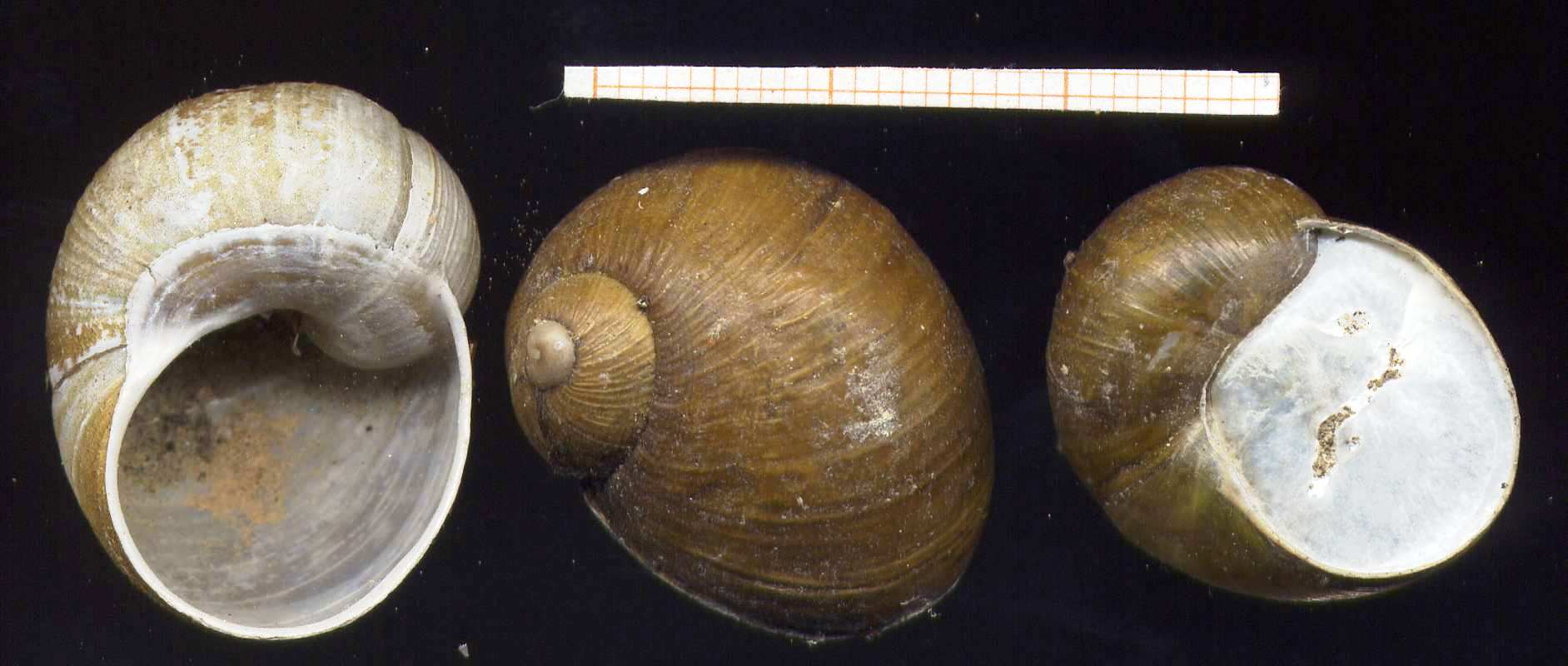

## Biologia
È solita rifugiarsi sottoterra con la parte sommitale della conchiglia appena affiorante.
Se toccata la C. apertus ha la peculiarità di emettere rapidamente una grande quantità di schiuma creando intorno a sé una barriera dello spessore di qualche centimetro, facendo al tempo stesso un gorgoglìo intermittente abbastanza rumoroso. Se questo suo schiumare e brontolare può essere una tattica di difesa efficace contro alcuni predatori, sortisce però anche l'effetto contrario di svelare la sua presenza al raccoglitore di "lumache" che, frugando con le mani sul terreno o tra l'erba alta, riesce ad individuare la chiocciola grazie alle sue emissioni sonore o grazie alla schiuma che fuoriesce dal terreno.
C. apertus è molto sensibile alla temperatura ed all'umidità e non appena le condizioni ambientali non sono più ottimali essa entra in ibernazione (se è troppo freddo) o in  estivazione (se è troppo caldo o troppo secco) rifugiandosi in una buca scavata nel terreno e sigillando l'apertura della conchiglia con un opercolo calcareo, simile a quello della Helix pomatia.

### Riproduzione

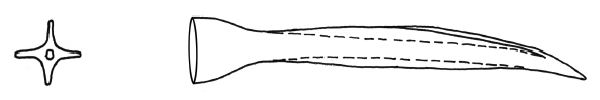
Dardo di C. apertus

Come tutti gli Helicidae, è una specie ermafrodita insufficiente, cioè ogni individuo possiede sia organi riproduttivi maschili che femminili ma non è tuttavia in grado di autofecondarsi.

L'accoppiamento è preceduto da un complesso rituale di corteggiamento, che può durare anche alcune ore e che culmina con la emissione ed il lancio, verso il partner, di un dardo di materiale calcareo, lungo da 5 a 9 mm, ricoperto di muco. Alcuni studi hanno dimostrato che un rilascio efficace del dardo si associa con un maggiore successo riproduttivo . Osservazioni recenti puntano l'attenzione su sostanze mucose associate al dardo, rivelatesi in grado di stimolare la recettività agli spermatozoi .

## Distribuzione e habitat
La specie ha un areale circummediterraneo comprendente l'Europa meridionale (Francia, Italia, Grecia, Cipro) e il Nord Africa.
Il suo habitat naturale è rappresentato dalla macchia mediterranea ma è frequente anche nei campi coltivati e nei giardini.

## Allevamento

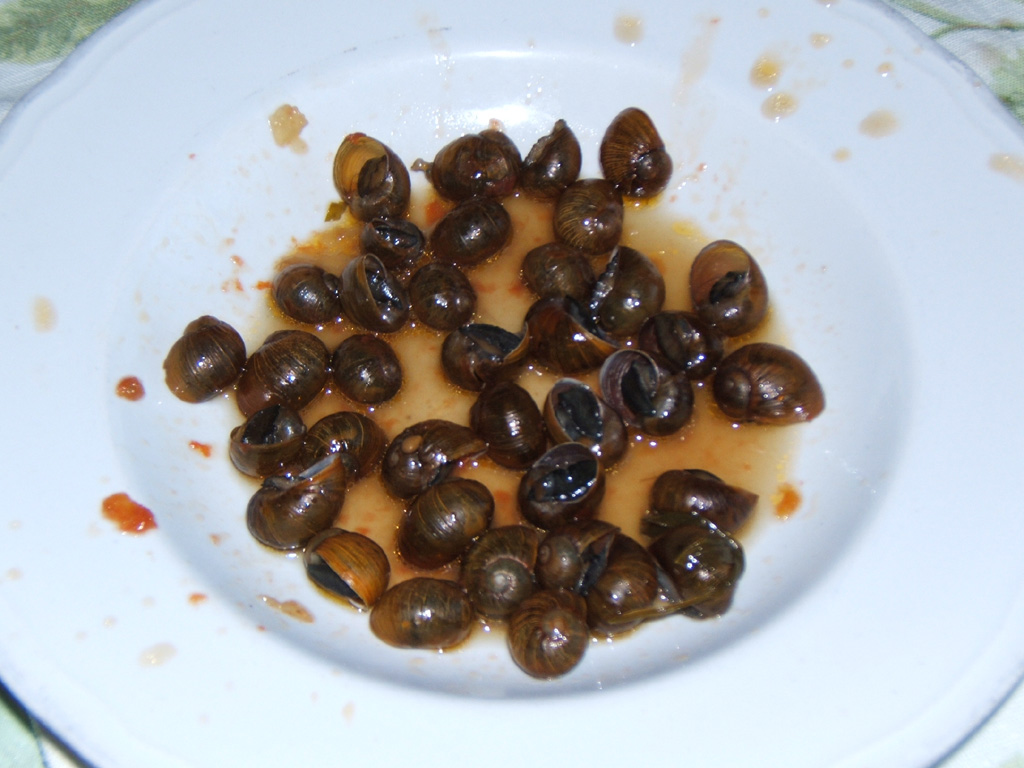
In umido

L'allevamento della Cantareus apertus può essere meno redditizio rispetto a Cornu aspersum per via delle sue minori dimensioni e minore adattabilità all'ambiente,  ma ciò è compensato dalla delicatezza delle sue carni.